# Limnephilus pantodapus
Limnephilus pantodapus är en nattsländeart som beskrevs av Mclachlan 1875. Limnephilus pantodapus ingår i släktet Limnephilus och familjen husmasknattsländor. Arten är reproducerande i Sverige.

## Underarter
Arten delas in i följande underarter:
- L. p. brachypterus
- L. p. hyalinatus